# 一時取締役
一時取締役（いちじとりしまりやく）または仮取締役（かりとりしまりやく）とは、取締役が欠けた場合や会社法または定款で定める取締役の員数が欠けた時に、取締役の職務を一時行うべき者として裁判所に選任された者である。
取締役あるいはその員数が欠けた場合は、補欠取締役が選任されている場合はその補欠取締役が、そうでない場合や選任されている補欠取締役の全員が就任してもなお員数に不足がある場合は権利義務取締役が取締役の職務権限と権利義務を引き継ぐことになるが、退任理由が死亡や欠格事由の発生あるいは解任である場合は、その退任取締役は権利義務取締役となることができない。また、退任した取締役の不正等が疑われる場合など、退任取締役をそのまま権利義務取締役とすることが不適切と考えられる場合もありえる。そのような時に、必要に応じて利害関係人の申し立てによって裁判所が選任するのが一時取締役である。選任された一時取締役は、本来の取締役と全く同じ職務権限と権利義務を有する。期間は、新たに取締役が選任されて必要な員数を満たすまでである。
一時取締役選任の申し立ては、会社の本店所在地を管轄する地方裁判所にて行う。裁判所は、必要性の有無を審理して、必要であれば誰を一時取締役に選任するかを決定する。通常は、申立人が立てた候補者がそのまま選任される。ただし、会社内に争いがある場合は、弁護士が選任されることが多い。この決定に対する不服申し立ては認められない。裁判所は、会社が一時取締役に支払うべき報酬の額もあわせて決めることもできる。この金額については即時抗告も可能である。一時役員が選任された場合の登記は嘱託される。
取締役に限らず、会計参与や監査役についても一時その職務を行うべき者を選任することができる。それぞれ一時会計参与（仮会計参与）や一時監査役（仮監査役）と呼ばれ、これらも含めて一時役員（仮役員）という。